# Astur-léonais

Carte dialectale du domaine linguistique astur-léonais et des zones de transition vers le castillan et le galicien.

L'astur-léonais, localement dénommé asturien, léonais ou mirandais, est une langue romane occidentale, essentiellement parlée dans les Asturies, et de façon plus marginale en Cantabrie et dans les provinces de León et de Zamora.
Rattaché au groupe ibéro-roman, il est issu du latin vulgaire parlé dans les royaumes des Asturies et de León.
Il se divise en astur-léonais occidental, central et oriental. Les termes d'asturien, léonais et mirandais sont les glottonymes respectivement utilisés pour désigner cette langue dans les Asturies, à León et à Miranda do Douro,.
Le parler cantabrique et l'éonavien sont des dialectes de transition vers les domaines linguistiques castillan et galaïco-portugais respectivement.

## Histoire

Carte chronologique montrant le développement et l'évolution des langues parlées dans la péninsule ibérique de l'an 1000 à nos jours.

L'astur-léonais est issu du latin vulgaire, principalement celui apporté par les troupes originaires d'Afrique du Nord de la Legio VI Victrix établis à Asturica Augusta (Astorga). Au terme d'un long processus, le latin, indispensable prérequis pour l'accès à certains droits et libertés, dont en particulier la citoyenneté romaine, finit par substituer totalement la langue du peuple autochtone, les Astures. Dans le reste de la péninsule cependant, le latin, sous ses différentes modalités variablement altérées, ne devient véritablement langue commune et unique qu'une fois le Royaume Wisigoth établi.
Au milieu du Xe siècle apparaissent les premiers documents écrits dans ce parler roman, dans divers monastères des Asturies et de León (Nodicia de Kesos) ainsi que dans des textes de fors et de Lois.
Sous le règne de Ferdinand III de Castille, la présence de l'astur-léonais est marginalisée dans les milieux administratifs et politiques au profit du castillan. Dès lors, l'astur-léonais devient une langue populaire et rurale dont on ne dispose que d'une très réduite documentation.
À partir du XVIIIe siècle, on trouve les premiers éléments de littérature de langue astur-léonaise, avec des auteurs comme Antón de Marirreguera (en) ou Josefa Jovellanos (en) (sœur de Gaspar Melchor de Jovellanos, figure importante des Lumières en Espagne). Au siècle suivant, la littérature en langue vernaculaire est portée par le mouvement romantique, avec dans le cas de l’astur-léonais des auteurs tels que Xuan María Acebal (en), Caveda y Nava (es), Teodoro Cuesta (es), Pin de Pría (es) ou Fernán Coronas.

## Caractéristiques générales
- Conservation du phonème /f-/ latin en position initiale et intervocalique, sauf dans le dialecte asturien oriental[5], qui maintient un état intermédiaire /Ḥ/ : fégadu / ḥégadu (castillan hígado « foie »), afogar / aḥogar (castillan ahogar « étouffer, noyer ») , fema / ḥema (castillan hembra « femelle »)
- -ly- et -c'l- latins deviennent la palatale /Y/[6], sauf en mirandais : MULIERE(M)>*mulyer>muyer (castillan mujer « femme »), APICULA > *abec'la > abeya (castillan abeja « abeille »)
- Utilisation de l'article défini devant l'adjectif possessifs[6] : el mio maríu, la to casa etc.
- Position enclitique (après le verbe) des pronoms compléments directs et indirects[6], hormis dans les négations : contóme (castillan me contó « il m'a raconté »), no me contó (idem en castillan, « il ne m’a pas raconté »)
- Perte du /R/ final de l'infinitif devant pronom enclitique : *xubir + lu>xubilu, *cayer + se>cayese, morrer + nos>morrenos
- Au contraire du castillan et comme en galicien et dans une bonne partie du parler cantabrique, le groupe intérieur /-mb-/ se maintient sans réduction[5] : llamber («lamer»), llombu («lomo»), camba («cama»), embelga («amelga»)
- Le groupe secondaire /-M'N-/, issu de la syncope de voyelles atones latines, se réduit en un simple /-M-/ sauf en asturien oriental : fame (castillan « hambre»), semar (« sembrar »), enxame (« enjambre »), nome (« nombre »)
- Palatalisation de /l-/ et /n- initiaux[5] (conservés tels quels en castillan et en galicien) avec pour le premier différents résultats phonétiques. On retrouve ce trait en catalan. Dans les comarques occidentales de Cantabrie, il s'affaiblit jusqu'à disparaître :lleche / lleite (castillan «leche»), llingua (« lengua »), lluna (« luna»), ñariz (« nariz »)
- Conservation de la diphtongue /ie/ devant /-s/, réduite en castillan à /i/ : piescu (castillan « prisco »), riestra (« ristra»), viéspera (« víspera », viespa / viéspara (« avispa »), priesa (« prisa »), viesgu (« vizco »)
- Diphtongaison de /o/ bref tonique latin devant /l + yod/, cas où le castillan ne diphtongue pas[6] : güeyu / guoyu (castillan « ojo »), fueya / fuoya (« hoja »), mueyu / muoyu (« mojo »)
- Apparition fréquente de /i/ et de yod épenthétiques : blandiu / llandiu - «blando», mundiu (« mundo »), muriu (« muro »)
- Conservation de [u] final issu de -u(s) latin, confondu avec -o(s) (> [o]) en italien standard et en castillan[7].

## Situation légale et sociolinguistique
Dans le cas du mirandais, l'orthographe est très influencée par le portugais. Il possède le statut de seconde langue officielle du Portugal depuis 1999.
L'asturien est mentionné dans le Statut d'autonomie de la principauté des Asturies (Art. 4.5. 1), qui stipule que « « le bable jouira de protection », que « son usage et sa diffusion dans les médias de communication et son enseignement » feront l'objet d'une promotion (sans entrer dans plus de détails), sur la base du volontariat pour l’apprentissage et réservant les questions de normalisation pour une loi ultérieure. Il ne bénéficie donc pas d'un statut de coofficialité comme d'autres langues d'Espagne (catalan, galicien et basque). Le Statut d'autonomie de Castille-et-León (es) (Art 4.2.) mentionne le léonais, dans un esprit similaire (« El leonés será objeto de protección específica por parte de las instituciones por su particular valor dentro del patrimonio lingüístico de la Comunidad. Su protección, uso y promoción serán objeto de regulación. »). Le mirandais est pour sa part officiellement reconnu par le Parlement de la République portugaise le 29 janvier 1999.
Dans les Asturies, il est reconnu dans l'enseignement officiel ; le mirandais est présent dans les écoles de la zone où il est parlé ; à León, on l'enseigne dans des cours destinés à un public adulte dans les provinces de León, Zamora et Salamanque et il est proposé en activité extra-scolaire aux élèves de collège.
Les statistiques révèlent cependant une très faible mobilisation et volonté collective de défense et promotion du bable.

## Distribution géographique
On distingue trois aires dialectales, orientale, centrale et occidentale, chacune étant divisée en zones sous-dialectales.
La variété centrale est la plus parlée, mais le dialecte occidental occupe une plus grande aire géographique.

### Asturies
La langue y est connue sous le nom de « bable » ou « asturien » ; les trois dialectes sont présents.

### Provinces de León et de Zamora
Dans ces provinces, la langue est appelée « léonais » mais possède aussi de nombreux appellatifs locaux berciano/sanabrés, cepedeano/maragato, ribereño/alistano, montañés et arribeño/sayagués (es).
Le dialecte le plus présent est l'occidental, que l'on trouve y compris dans les zones où sont parlés les autres dialectes.

### Trás-os-Montes et Haut Douro (principalement district de Bragance), nord du Portugal
La langue y est nommée « mirandais » et est rattachée au dialecte occidental.

## Dialectes de transition
Les philologues sont divisés quant à la qualification de ces dialectes comme transition, certains les considérant comme des langues différenciées ou appartenant à l'autre domaine linguistique avec qui il fait transition.

### Asturies
Éonavien ou galaïco-asturien.

### Cantabrie
Cantabrique ou montañés, parler de transition entre l'asturien et le castillan, parlé en Cantabrie.

### Estrémadure (principalement nord de la province de Cáceres) et sud-ouest de Salamanque
L'estrémègne était autrefois considéré comme un dialecte de transition entre le léonais oriental et l'andalou, mais on tend à présent à le considérer comme un dialecte supplémentaire de l'astur-léonais.

### Province de Cáceres
La fala, parler estrémègne, de filiation galaïco-portugaise avec des influences astur-léonais et castillanes. Il est parlé dans quelques villages du nord-ouest de la province de Cáceres.

## Nombre de locuteurs
En l'absence de données statistiques relatives à la province de León, il est impossible de déterminer avec précision le nombre de locuteurs natifs de l'astur-léonais. En revanche, on dispose de données relativement précises concernant les Asturies et Miranda. Les parlers de transition comme le lebaniego, fortement castillanisés, ne sont pas inclus dans les résultats.
| Nom       | Locuteurs natifs | Autres           | Proportion (%) |
| --------- | ---------------- | ---------------- | -------------- |
| Asturien  | 100 000          | 450 000          | 76,3           |
| Léonais   | 50 000           | 25 000 / 100 000 | 20,8           |
| Mirandais | 15 000           |                  | 2              |

## Comparatif de texte en astur-léonais
|                          | Localisation              | Bloc linguistique                                           | Texte |
| ------------------------ | ------------------------- | ----------------------------------------------------------- | --- |
| Dialectes astur-léonais  |                           |                                                             | |
| Parler de Carreño        | Asturies                  | Astur-léonais central                                       | Tolos seres humanos nacen llibres y iguales en dignidá y drechos y, pola mor de la razón y la conciencia de so, han comportase fraternalmente los unos colos otros.         |
| Parler de Somiedo        | Asturies                  | Astur-léonais occidental                                    | Tódolos seres humanos nacen ḷḷibres ya iguales en dignidá ya dreitos ya, dotaos cumo tán de razón ya conciencia, han portase fraternalmente los unos conos outros.          |
| Paḷḷuezu                 | León                      | Astur-léonais occidental                                    | Tódolos seres humanos nacen ḷḷibres ya iguales en dignidá ya dreitos ya, dotaos cumo tán de razón ya conciencia, han portase fraternalmente los unos conos outros.          |
| Cabreirés                | León                      | Astur-léonais occidental                                    | Tódolos seres humanos ñacen llibres y iguales en dignidá y dreitos y, dotaos cumo están de razón y concéncia, han portase fraternalmente los unos pa coños outros.          |
| Mirandais                | Trás-os-Montes (Portugal) | Astur-léonais occidental                                    | Todos ls seres houmanos nácen lhibres i eiguales an denidade i an dreitos. Custuituídos de rezon i de cuncéncia, dében portar-se uns culs outros an sprito de armandade.    |
| Parlers de transition    |                           |                                                             | |
| Estrémègne               | Estrémadure et Salamanque | Parlers de transition entre l'astur-léonais et le castillan | Tolos hombris nacin libris i egualis en digniá i derechus i, comu gastan razon i concéncia, ebin comportal-se comu hermanus los unus conos otrus.                           |
| Cantabrique ou montañés  | Cantabria                 | Parlers de transition entre l'astur-léonais et le castillan | Tolos seris humanos nacin libris y eguales en dignidá y drechos y, dotaos comu están de razón y conciencia, tién de comportase comu hermanos los unos conos otros.          |
| Langues romanes voisines |                           |                                                             | |
| Portugais                | Portugal                  | Portugais                                                   | Todos os seres humanos nascem livres e iguais em dignidade e em direitos. Dotados de razão e de consciência, devem agir uns para com os outros em espírito de fraternidade. |
| Galicien                 | Galicia                   | Galicien                                                    | Tódolos seres humanos nacen libres e iguais en dignidade e dereitos e, dotados como están de razón e conciencia, débense comportar fraternalmente uns cos outros.           |
| Castillan                | Castilla                  | Castillan                                                   | Todos los seres humanos nacen libres e iguales en dignidad y derechos y, dotados como están de razón y conciencia, deben comportarse fraternalmente los unos con los otros. |